# ハインリヒ4世 (ケルンテン公)
ケルンテン公ハインリヒ4世（Heinrich IV. von Sponheim, Herzog von Kärnten, 1065/70年 - 1123年12月14日）は、シュポンハイム家で最初のケルンテン公およびヴェローナ辺境伯（在位：1122年 - 1123年）。

## 生涯
ハインリヒはシュポンハイム伯エンゲルベルト1世（1096年死去）と、恐らくフリウーリのモッサの女伯であったヘートヴィヒとの間の長男である。エンゲルベルトは叙任権闘争においてグレゴリウス7世を支持したため、1091年に皇帝ハインリヒ4世によりバイエルンのプステリア峡谷を奪われた。
ハインリヒの代父で、エッペンシュタイン家の最後のケルンテン公であったハインリヒ3世・フォン・エッペンシュタインの死により、ハインリヒは皇帝ハインリヒ5世からケルンテン公位およびヴェローナ辺境伯位を与えられた。しかしハインリヒはエッペンシュタインの領地は相続できず、それらはオタカル家のシュタイアーマルク辺境伯レオポルトのものとなった。ノイマルクト、ザンクト・ランブレヒトおよびムーラウは、以前はケルンテンのフリーザッハ伯の領地であったが、この結果としてシュタイアーマルク辺境伯の領地となった。
ハインリヒは前任者同様にザルツブルク大司教コンラート1世と対立した。ハインリヒはケルンテン公となって1年後に死去し、弟エンゲルベルトがケルンテン公位を継承した。